# 広島市立五日市小学校
広島市立五日市小学校（ひろしましりつ いつかいちしょうがっこう）は、広島県広島市佐伯区五日市三丁目にある公立小学校。

## 沿革
- 1872年（明治5年）5月 - 光禅寺に「勉旃舎」ができる
- 1882年（明治15年） - 五日市市街に2階建ての校舎を新築
- 1883年（明治16年）4月 - 五日市小学校と称す（修業年限4年）
- 1887年（明治20年）4月 - 五海市尋常小学校と改称
- 1906年（明治39年）4月 - 五海市尋常高等小学校と改称
- 1906年（明治39年）4月 - 校舎を海老塩浜(現在の養神館)に移転
- 1911年（明治44年）10月 - 五日市尋常高等小学校と改称
- 1923年（大正12年）5月 - 現在地へ校地・校舎移転、増築工事竣工
- 1941年（昭和16年）4月 - 国民学校令により、五日市国民学校と改称
- 1947年（昭和22年）4月 - 五日市町立五日市小学校と改称
- 1947年（昭和22年）4月 - 五日市中学校を新設、本校内に併置
- 1949年（昭和24年）4月 - 五日市中学校竣工、移転
- 1949年（昭和24年）5月 - 町営グランド（現在の運動場）新設
- 1967年（昭和42年）4月 - 五日市町立南小学校を分離
- 1975年（昭和50年）4月 - 五日市町立東小学校を分離
- 1983年（昭和58年）4月 - 五日市町立中央小学校を分離
- 1985年（昭和60年）3月 - 広島市立五日市小学校と改称

## 校区
- 広島市立五日市中学校の校区[2]
  - 八幡一丁目(29番)、城山一丁目(五日市観音西学区分を除く)、千同二丁目(1番1号～6号、1番63号～65号)、五日市中央七丁目、五日市一丁目～五日市七丁目、新宮苑、五日市駅前一丁目～五日市駅前三丁目

## アクセス
- JR山陽本線 五日市駅下車
- 広島電鉄宮島線 佐伯区役所前駅下車
- 五日市駅北口より広電バスで新宮苑下車

## 著名な出身者
- 大浦颯太 (バスケットボール選手)
- 渡部真代（バスケットボール選手、デンソーアイリス）
- 山本浩二（元プロ野球選手）